# Двойное (озеро, бассейн Гладышевки)
Двойное (до 1948 года называлось Саатъярви, фин. Saatjärvi) — озеро в Выборгском районе Ленинградской области на Карельском перешейке, в лесном массиве к востоку от посёлка Заходское.

## География
Дно песчаное, твёрдое. Максимальная глубина составляет 5—6 метров.

## Гидрология
В южной части озера в него впадает ручей из озера Светлого. Из Двойного вытекает ручей Вьюнок, впадающий в озеро Нахимовское. Широко распространённое народное название озера — Прокурорское.

## Животный мир
Благодаря ручью Вьюнок Двойное озеро было заселено окунем и плотвой из Нахимовского.